# Delta Dreamflight
Delta Dreamflight était une attraction située dans le Tomorrowland du Magic Kingdom à Walt Disney World Resort, et était sponsorisée par Delta Air Lines. Dreamflight remplaçait une attraction sensiblement similaire appelée If You Could Fly, elle-même une remise à jour de If You Had Wings, sponsorisé par Eastern Air Lines.
L'attraction perdit son partenaire le 1er janvier 1996, mais rouvrit quelque temps sans sponsor sous le nom de Disney's Take Flight (5 juin 1997 au 1er janvier 1998). Mais elle dut fermer définitivement pour être remplacée par Buzz Lightyear's Space Ranger Spin en octobre 1998 ; elle garda le même parcours.

## L'attraction
Dreamflight utilisait le même système de base que les autres attractions avec omnimover. Elle était une version de bande dessinée de l'histoire de l'aviation utilisant des décors simples, quelques audio-animatronics et des effets de projection. Les passagers traversaient des scènes d'aviations, un M-310, les villes de Paris et Tokyo dans les années 1930, l'époque des avions à réaction dans laquelle on avait l'impression de traverser un réacteur puis l'avenir de l'aviation de tourisme.
La chanson Dreamflight fut réécrite pour convenir à la nouvelle version, Disney's Take Flight.
- Ouverture : 23 juin[2] ou 26 juin[1] 1989
- Fermeture : 1er janvier 1996[1]
- Sous le nom Disney's Take Flight
  - Ouverture : 5 juin 1997
  - Fermeture : 5 janvier[1] ou 28 janvier[2] 1998
- Type d'attraction : Parcours scénique en omnimovers
- Situation : 28° 25′ 06″ N, 81° 34′ 47″ O
- Attractions précédentes :
  - If You Had Wings 5 juin 1972 - 1er juin 1987
  - If You Could Fly 6 juin 1987 - 4 janvier 1989
- Attractions suivantes :
  - Buzz Lightyear's Space Ranger Spin : octobre 1998

### Description
Les visiteurs entraient d'abord dans le bâtiment. Ils poursuivaient leur chemin dans une file d'attente qui prenait la forme d'un terminal d'aéroport. Un nez et le cockpit d'un avion de la Delta Airlines était situé sur la gauche à l'entrée. Les visiteurs avaient donc l'impression d'embarquer dans un avion de ligne. L'avion (un jet pour être précis) était baptisé L'esprit de Delta et son nom apparaissait en lettres d'or étincelant. Les visiteurs patientaient dans la file d'attente serpentant au côté du jet avant de passer les portes du terminal décoré de posters montrant les destinations exotiques ou non à travers le monde desservies par la compagnie. (Le même principe persiste dans la file d'attente de Star Tours).
Après avoir monté une rampe, les visiteurs entraient dans la zone d'embarquement qui ressemblait fortement à celle de Haunted Mansion, mais avec des couleurs bleu et blanc. Les voitures noires permettaient ensuite d'embarquer pour le vol, il fallait grimper dedans après avoir marche sur un tapis roulant. Face aux visiteurs une fresque présentait l'âge d'or de l'aviation aux États-Unis d'Amérique.
La première salle baignait dans la musique Dreamflight tandis qu'un carrousel suspendu faisait tourner au-dessus du visiteur des montgolfières et d'autres inventions du début de l'aviation.
La seconde salle prenait l'aspect d'un immense champ de céréales du Middle-West américain dans les années 1920. Des biplans, des avions de cascades et autres avions à hélices volaient au-dessus du visiteur comme dans un spectacle de cirque aérien. Le pilote d'un avion s'est écrasé dans une grange et reste suspendu dans les poutres.
La troisième salle était un simple grand écran sur lequel un film montrait les acrobaties d'un cascadeur aérien debout sur l'aile supérieure.
La salle suivante montrait l'ère des avions à propulsion lorsque les vols commerciaux commencèrent à emmener les passagers tout autour du monde. Sur la gauche le fuselage poli et élégant d'un avion de ligne faisait découvrir la salle à manger d'un espace première classe. Puis un homme en costume placé sur la gauche dans un jardin japonais était accueilli par des japonais.
Ensuite le paysage aérien de Paris s'étalait sur la droite comme si le visiteurs survolait la capitale française. En s'approchant « l'avion » permettait de voir des touristes assis à une terrasse de café à proximité de petites boutiques.

Puis un panneau annoncé l'âge des avions à réaction tandis qu'une voix masculine prévenait d'un décollage à vitesse supersonique imminent. L'annonce vocale était reprise par une hôtesse avec un « Mesdames et Messieurs, ... » et que la destination était le futur.
La salle suivante donnait l'impression que le visiteur traversait un gigantesque moteur à réaction grâce à un projecteur, des fumigènes et des ventilateurs, le bruit d'un moteur étant en plus diffusé par le système sonore. Les nuages et le ciel au-dessus donnaient l'impression d'avoir décollé.
La salle suivante montrait sur le côté droit un film mais en images de synthèse donnant l'illusion de survolé la terre, un canyon avec sa rivière et une ville futuriste illuminée par un feu d'artifice.
La dernière salle présentait un livre géant de destinations survolé par un avion de la Delta. La sortie reprenait les posters de destinations mais avec un logo de Delta peint sur les murs.